# Národní divadlo (Subotica)
Národní divadlo (srbsky Narodno pozorište, maďarsky Népszínház, chorvatsky Narodno kazalište) se nachází v srbském městě Subotica. Její budova je jedna z nejstarších ve městě, postavená v roce 1854 podle plánů architekta Jánose Skultétiho. Je nápadná především kvůli antickému řádu obrácenému k hlavnímu subotickému náměstí. Má vlastní srbskou a maďarskou část.
Je to osmé nejstarší divadlo v Karpatské kotlině a jedno z prvních divadel vzniklých pro maďarskojazyčný divadelní soubor. Přestože v Uhersku již dříve existovala řada divadelních společností, často působily v nestálých scénách. Původní budova byla v roce 1904 přestavěna, v roce 1915 její hlavní sál vyhořel. V roce 1926 zde bylo zřízeno kino.
Dnes je většina budovy divadla nevyužívaná, protože její stav se zhoršil natolik, že pobyt v některých částech budovy není bezpečný. O rekonstrukci budovy se dlouho vedly intenzivní debaty, které byla městská rada nucena po léta odkládat, zčásti kvůli hospodářské recesi a zčásti kvůli válkám v Jugoslávii. Rekonstrukce budovy divadla byla jedním z největších stavebních projektů ve městě. Uskutečněna byla v hodnotě přibližně 23 milionů eur, přičemž 45-45 % finančních prostředků poskytla srbská vláda a Autonomní oblast Vojvodina a 10 % město Subotica. Jednalo se o jeden z největších projektů v Srbsku z hlediska rozvoje kultury. Rekonstrukce byla dokončena v 2. dekádě 21. století.